# Nemestrinus albomaculatus
Nemestrinus albomaculatus är en tvåvingeart som först beskrevs av Paramonov 1951.  Nemestrinus albomaculatus ingår i släktet Nemestrinus och familjen Nemestrinidae.
Artens utbredningsområde är Kazakstan. Inga underarter finns listade i Catalogue of Life.